# Ayn Rand
Alissa Zinóvievna Rozenbàum rus: Али́са Зино́вьевна Розенба́ум, més coneguda pel pseudònim d'Ayn Rand (Sant Petersburg, 2 de febrer de 1905-Nova York, 6 de març de 1982), fou una filòsofa i escriptora estatunidenca d'origen rus, àmpliament coneguda per haver escrit els best-sellers The Fountainhead i Atlas Shrugged (La rebel·lió d'Atles), i per haver desenvolupat un sistema filosòfic que va denominar objectivisme.
Rand defensava l'egoisme racional, l'individualisme, i el capitalisme (laissez-faire), argumentant que és l'únic sistema econòmic que permet a l'ésser humà viure com a ésser humà, és a dir, fent ús de la seva facultat de raonar. En conseqüència, rebutjava absolutament el socialisme, l'altruisme i la religió.
Per altra banda, sostenia que l'ésser humà ha de triar els seus valors i les seves accions mitjançant la raó, que cada individu té dret a existir per si mateix, sense sacrificar-se pels altres ni sacrificant d'altres per a si, i que ningú no té dret a buscar valors d'uns altres ni a imposar-los idees mitjançant la força.
Rand, considerada mentora ideològica dels economistes més liberals, defensava que l'egoisme era el "bé", i l'altruisme, "el mal"; que les persones pobres en el sistema capitalista eren "paràsits", i qualificava de superiors o "superhomes" els més rics, ja que sostenia la teoria que tots s'havien enfrontat lliurement als mateixos reptes, perills i circumstàncies. Considerava per tant que havia de beneficiar els més "valuosos". S'oposava a tota mena de programes socials i a la mateixa existència de l'"interès públic". El seu pensament s'ha popularitzat entre la dreta nord-americana. Un dels seus admiradors i membre del seu cercle més proper, Alan Greenspan, citaria la seva inspiració en posar en pràctica les polítiques econòmiques favorables als més rics, de desregulació financera i de retallades de programes socials amb l'administració Reagan, que continuarien al llarg del seu llarg mandat sota amb George Bush I, Bill Clinton i George Bush II, fins a la catàstrofe econòmica mundial de 2007.
Per als crítics amb l'objectivisme, aquesta filosofia "no té cap altre propòsit pràctic que promoure els interessos econòmics de les persones riques que el financen; l'única funció del seu pensament és justificar la riquesa, excusar la pobresa i normalitzar el tipus de guerra hobbesiana de tots contra tots que Rand considerava la societat ideal".